# Russia Open 1992
Die Russia Open 1992 im Badminton fanden vom 23. bis zum 25. November 1992 in Moskau statt.

## Sieger und Platzierte
| Disziplin    | Gold                                 | Silber                             | Bronze                                 |
| ------------ | ------------------------------------ | ---------------------------------- | -------------------------------------- |
| Herreneinzel | Andrei Antropow                      | Pawel Uwarow                       | Igor Dmitriev                          |
| Herreneinzel | Andrei Antropow                      | Pawel Uwarow                       | Mikhail Korshuk                        |
| Dameneinzel  | Marina Yakusheva                     | Marina Andrievskaia                | Natalja Ivanova                        |
| Dameneinzel  | Marina Yakusheva                     | Marina Andrievskaia                | Elena Denisova                         |
| Herrendoppel | Andrei Antropow Nikolai Sujew        | Vitaliy Shmakov Pawel Uwarow       | Evgenij Kovalenko Evgenij Nazarenko    |
| Herrendoppel | Andrei Antropow Nikolai Sujew        | Vitaliy Shmakov Pawel Uwarow       | Igor Dmitriev Vladimir Smolin          |
| Damendoppel  | Marina Andrievskaia Marina Yakusheva | Natalja Ivanova Julia Martynenko   | Elena Denisova Elena Sukhareva         |
| Damendoppel  | Marina Andrievskaia Marina Yakusheva | Natalja Ivanova Julia Martynenko   | Olga Kuznetsova Aleksandra Solovova    |
| Mixed        | Nikolai Sujew Marina Yakusheva       | Vladimir Nikolenko Irina Gritsenko | Vitaliy Shmakov Tatiana Gerassimovitch |
| Mixed        | Nikolai Sujew Marina Yakusheva       | Vladimir Nikolenko Irina Gritsenko | Vyacheslav Elizarov Olga Kuznetsova    |